# Purcell Mountains
Die Purcell Mountains (in den USA auch Percell Mountains) sind eine Gebirgskette im Südosten der kanadischen Provinz British Columbia sowie im Norden der US-Bundesstaaten Montana und Idaho. Sie ist die östlichste Teilkette der Columbia Mountains.

## Geographie
Sie erstrecken sich, mit einer Fläche von 24.423 km², über 350 km von Norden nach Süden und 165 km in West-Ost-Richtung und gehören zu den Columbia Mountains. Nach Osten werden die Berge durch den Rocky Mountain Trench abgegrenzt während im Norden und Westen die Selkirk Mountains mit dem Kootenay River die Grenze bilden.
Der größere Teil der Bergkette liegt in Kanada (British Columbia 81%) und der kleinere Teil in den Vereinigten Staaten (Montana 15 % und Idaho 4%). Mit einer Höhe von 3493 m ist der im Farnham-Horsethief Area gelegene Mount Farnham der höchste Berg in der Gebirgskette.
Im Süden durchquert der British Columbia Highway 3, der Crowsnest Highway, die Purcell Mountains. Am nördlichen Rand passiert der British Columbia Highway 1, Teil des Trans-Canada Highways, die Gebirgskette. Größere Ansiedlungen in den beziehungsweise am Rande der Purcell Mountains sind Kimberley oder Creston.

## Gebirgszüge innerhalb der Gebirgskette
Die Purcell Mountains werden unterteilt in:
- Bugaboos Area
- Farnham-Horsethief Area
- Central Purcell Mountains
- Northern Purcell Mountains
  - Carbonate Range
  - Dogtooth Range
  - Spillimacheen Range
- Southern Canada Purcell Mountains
  - Kianuko Area
  - McGillivray Range
  - Moyie Range
  - Yahk Range
- United States Purcell Mountains
  - Buckhorn Mountains
  - Main Idaho Purcell Mountains
  - Main Montana Purcell Mountains

## Schutzgebiete
Teile der Purcell Mountains stehen in Kanada als Provincial Parks in British Columbia unter dem Schutz. Zu diesem Provinzparks gehören:
- Bugaboo Provincial Park
- Purcell Wilderness Conservancy Provincial Park and Protected Area
- St. Mary’s Alpine Provincial Park
- Kianuko Provincial Park

Im Nordwesten liegen Teile des Glacier-Nationalparks in den Purcell Mountains.
In den Vereinigten Staaten bildet der Kootenai National Forest ein großes Schutzgebiet.